# عبدالعزیز العنیزان
عبدالعزیز العنیزان (زادهٔ ۱۹۶۶) تاجر و مدیر عامل اجرایی اهل عربستان سعودی است.
او در حال حاضر مدیر ارشد اجرایی بانک البلاد است. العنیزان در سال ۲۰۱۴ فعالیت در این بانک را آغاز کرد. او سابقه فعالیت حرفه‌ای در گروه مالی سامبا، بانک ملی العربی و بانک الإنماء را در کارنامه خود دارد.